# Władysław Szwed (poseł)
Władysław Nikołajewicz Szwed (ros. Владислав Николаевич Швед; lit. Vladislavas Švedas; ur. 1 lipca 1944 w Moskwie) – sowiecki działacz polityczny na Litwie, poseł na Sejm Republiki Litewskiej (1990–1991), wiceprzewodniczący Liberalno-Demokratycznej Partii Rosji.

## Życiorys
Od 1961 do 1969 zatrudniony w Ucianie w charakterze pracownika laboratorium elektronicznego, później jako szef sekcji. W międzyczasie studiował na Politechnice Kowieńskiej, którą ukończył w 1967, uzyskując stopień inżyniera-mechanika.
Od wczesnej młodości zaangażowany w ruch komunistyczny: w 1969 wstąpił do Związku Młodzieży Komunistycznej, a w 1975 uzyskał członkostwo w KPZR. W 1980 skierowano go do partyjnej szkoły KPZR w Wilnie, którą ukończył z wyróżnieniem w 1983. W jesieni 1990 został wybrany posłem na Sejm Republiki Litewskiej w okręgu Nowa Wilejka. W tym samym roku został II sekretarzem Komunistycznej Partii Litwy na platformie KPZR, która sprzeciwiała się niepodległości kraju od Moskwy. De facto był zastępcą przywódcy KPL (KPZR) Mykolasa Burokevičiusa.
W listopadzie 1991 oskarżony przez sąd litewski o zdradę stanu, nie przyjął obywatelstwa, w związku z czym utracił mandat poselski. Wyjechał na Białoruś, do Witebska, gdzie prowadził działalność gospodarczą, a następnie do Rosji. Od 1996 współpracuje z partią Władimira Żyrynowskiego. Jest autorem publikacji na temat zbrodni katyńskiej, w których neguje odpowiedzialność władz sowieckich za ten czyn. Jest także autorem artykułu Anty-Katyń
Według niektórych publikacji jest z pochodzenia Polakiem.